# Paris-Roubaix de 1907
A 12.ª edição da corrida ciclista Paris-Roubaix teve lugar a 31 de março de 1907 e foi vencida pelo francês Georges Passerieu. A prova contou com 270 quilómetros e 56 participantes.

## Classificação final
|    | Ciclista             | Equipa       | Tempos |
| -- | -------------------- | ------------ | ------ |
| 1  | Georges Passerieu    | Peugeot      |        |
| 2  | Cyrille van Hauwaert | La Française |        |
| 3  | Louis Trousselier    | Alcyon       |        |
| 4  | Gustave Garrigou     | Peugeot      |        |
| 5  | Auguste Ringeval     | -            |        |
| 6  | Emile Georget        | Peugeot      |        |
| 7  | Léon Georget         | Peugeot      |        |
| 8  | Henri Cornet         | Griffon      |        |
| 9  | Francois Faber       | Labor-Dunlop |        |
| 10 | Pierre Privat        | -            |        |